# SB2U辩护者式俯冲轰炸机
SB2U辩护者式俯冲轰炸机（SB2U Vindicator）是沃特公司在20世纪30年代为美国海军设计的舰载俯冲轰炸机，也是美国海军装备的第一款舰载单翼机。当太平洋战争爆发后，SB2U已经显得过时，但它仍然参与了中途岛战役，这些SB2U是海军陆战队VMSB-241中队的SB2U-3。到1943年，所有SB2U都撤至后方作为训练机使用。英国人将它们称为“切萨皮克”（Chesapeak）Mk.I。

## 设计与研发

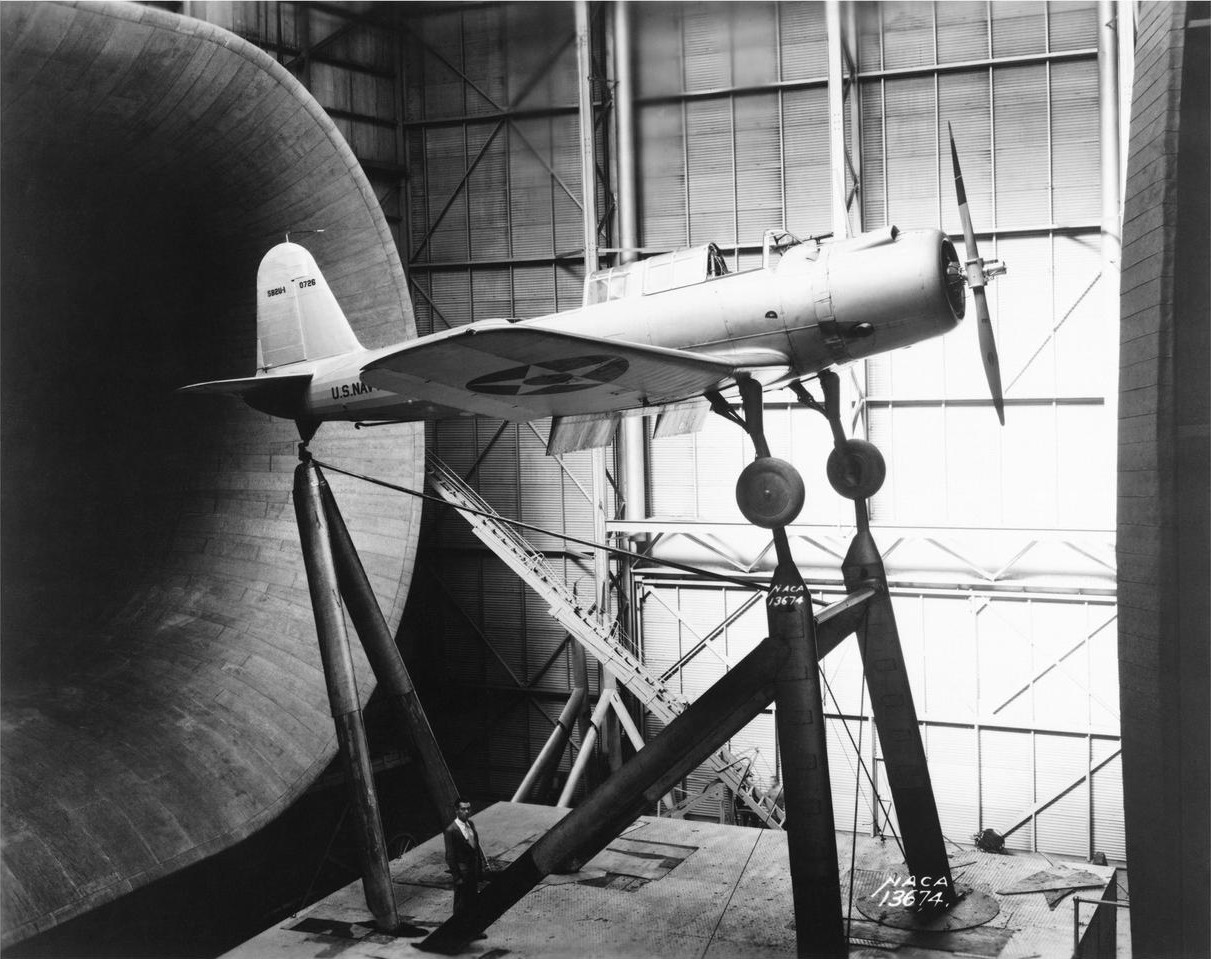
1937年9月24日，第一架SB2U-1（编号为BuNo 0726） 在弗吉尼亚州汉普顿的兰利研究中心接受风洞测试。

1934年，美国海军发布了一项新型舰载侦察轰炸机的招标，并收到了六家飞机制造商的方案。该招标分为两部分，一部分用于单翼机，另一部分用于双翼机。沃特公司同时提交了单翼机方案和双翼机方案，分别为XSB2U-1和XSB3U-1。这种同时对双翼机设计与单翼机设计进行招标的行为被视为美国海军不愿追求现代配置的“对冲”。
XSB2U-1使用传统的低单翼机设计，带有可伸缩的传统尾轮起落架，飞行员和机尾机枪手并排坐在温室形座舱内。机身使用钢管结构，从机头到后座艙都覆盖着铝板，后机身覆盖织物，而折叠式悬臂机翼为全金属结构。普惠公司的R-1535双黄蜂引擎驱动着一个在俯冲轰炸攻击中用作俯冲制动器的双叶定速螺旋桨。螺旋桨制动的实际使用并不完全成功，在现实中，SB2U需要放下飞机的起落架作为速度制动器，并以较浅的角度俯冲。一枚1000磅（454千克）的炸弹由一个摇摆的挂架携带，以免其在大角度俯冲中损毁螺旋桨，而其余炸弹可以挂在机翼下，最大载弹量为1500磅（680千克）。
SB2U与布鲁斯XSBA-1、柯蒂斯XSBC-3、大湖XB2G-1、格鲁门XSBF-1和诺斯洛普XBT-1一同接受了海军评估。除美国大湖飞机公司和格鲁门公司提交的方案外，其他所有设计方案均得到生产订单。被命名为XSB2U-1的原型机于1934年10月15日完工，并于1936年4月15日交付美国海军，同年7月2日接受飞行测试，该原型机XSB2U-1 BuNo  9725于1936月20日坠毁。该原型机成功完成测试为沃特公司带来了更多订单，美国海军于1936年10月24日购买56架SB2U-1，另有58架略作改进的SB2U-2于1938年10月6日购买。
SB2U-3是一个进行了大幅改装的型号，旨在作为远程侦察轰炸机使用，其能够安装常规轮式起落架，用于在航空母舰或陆地空军基地上起降，有的SB2U则配备了浮子。为了提供所需的高航程，安装在SB2U-1和SB2U-2机身上的油箱由机翼上的整体油箱代替，飞机尾翼的跨度得到增加。原型机XSB2U-3由最后一架SB2U-1改装而成，于1939年2月进行试飞，并在接受作为陆上飞机和水上飞机使用的测试后，美国海军在1939年9月25日订购了57架SB2U-3，主要分配给美国海军陆战队。
SB2U在1941年的电影《俯冲轰炸机》中占有重要地位。SB2U的所有型号共生产了260架，其中一架位于佛罗里达州彭萨科拉海军航空站的国家海军航空博物馆。

## 服役历史

### 美国海军

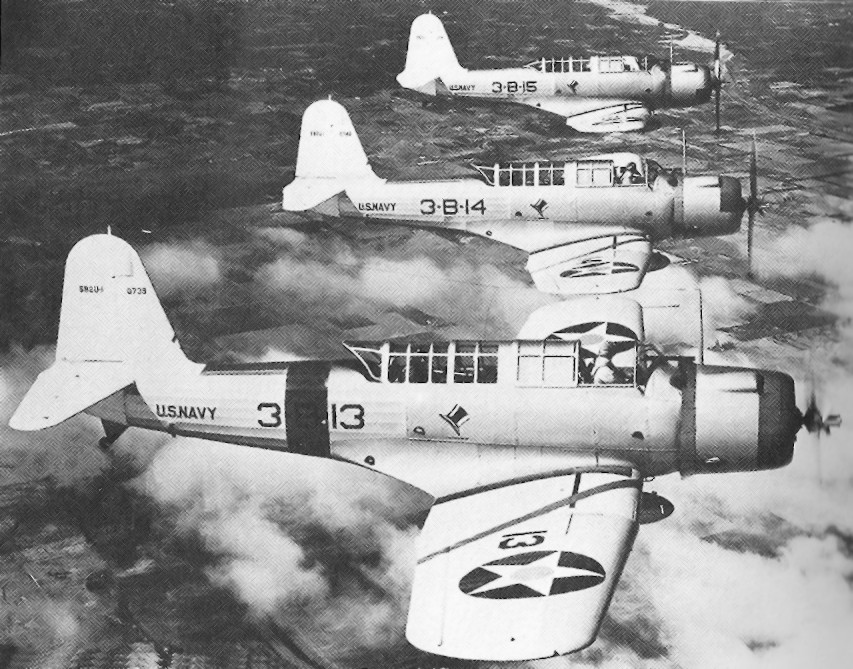
由美国海军VB-3中队的三架SB2U-1俯冲轰炸机组成的编队，该中队属于萨拉托加号航空母舰

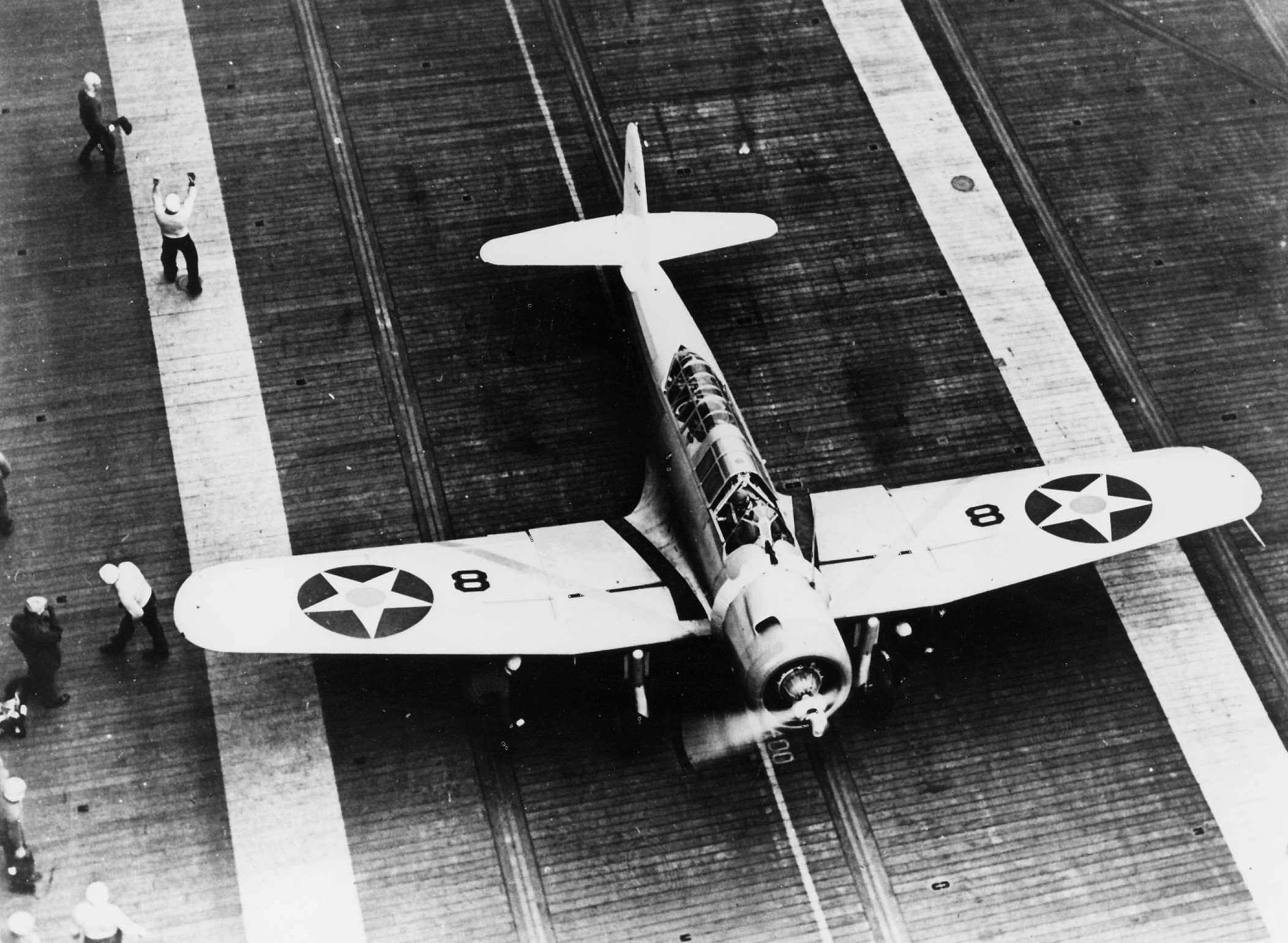
一架停放在萨拉托加号航空母舰的SB2U-2，它属于VB-3中队

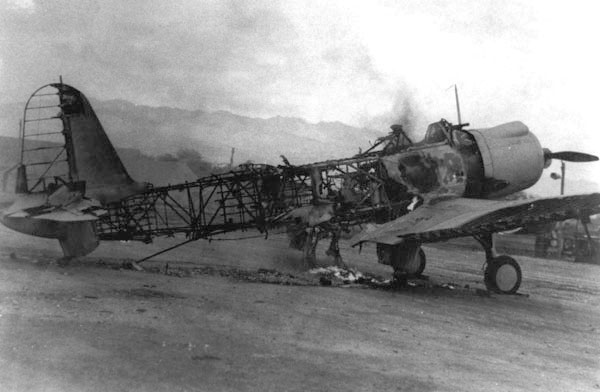
在珍珠港事件中被毁的SB2U

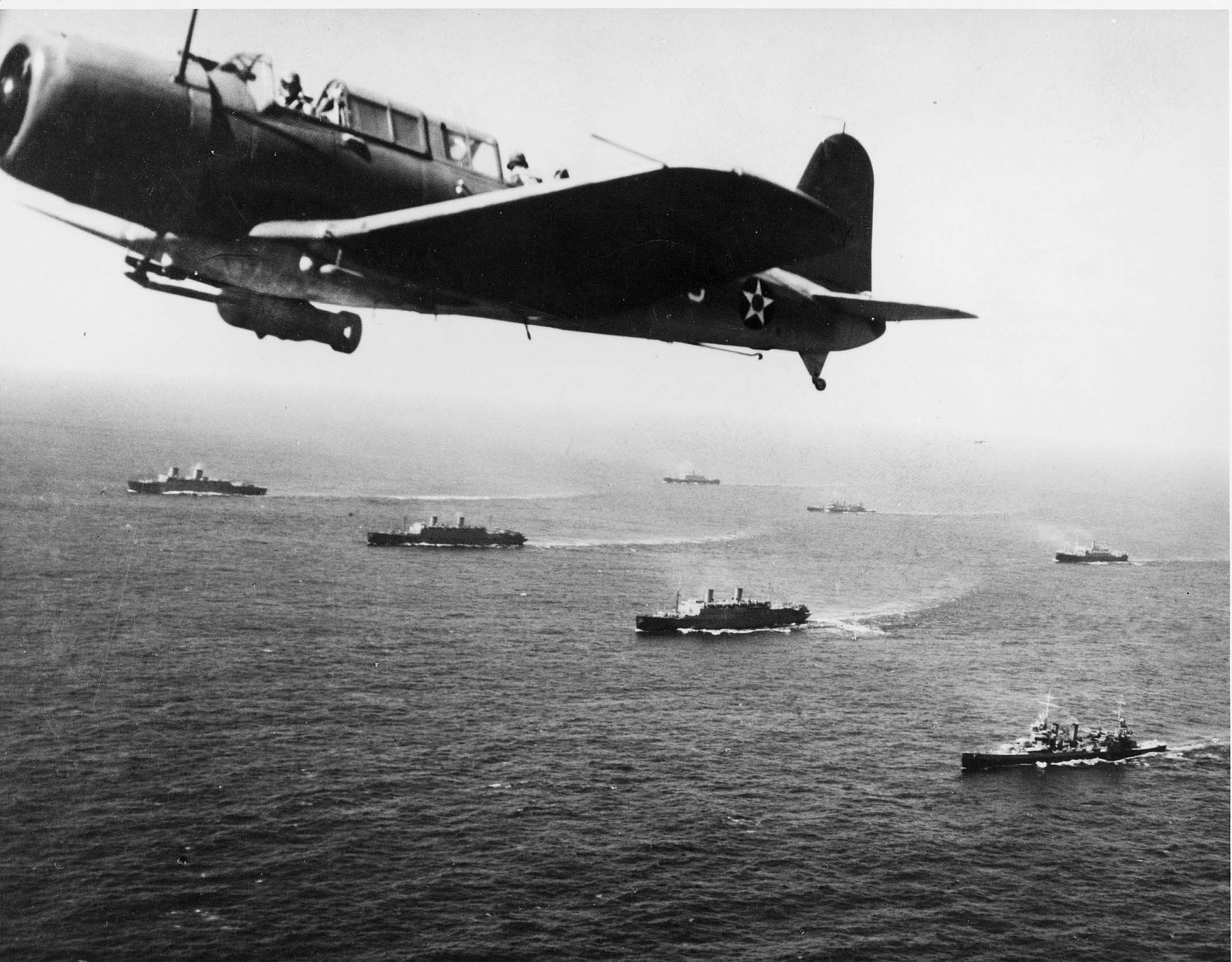
1941年11月期间从游骑兵号航空母舰上起飞的SB2U

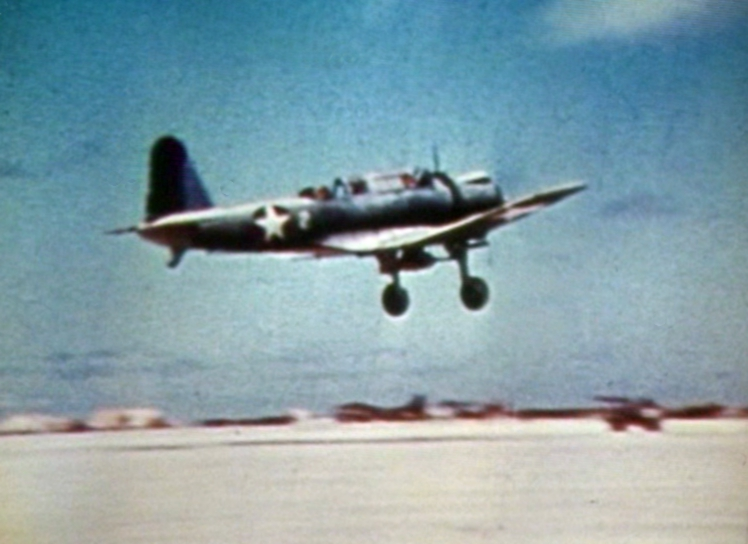
VMSB-241中队和MAG-21中队的SB2U-3在中途岛战役爆发前不久从东岛起飞

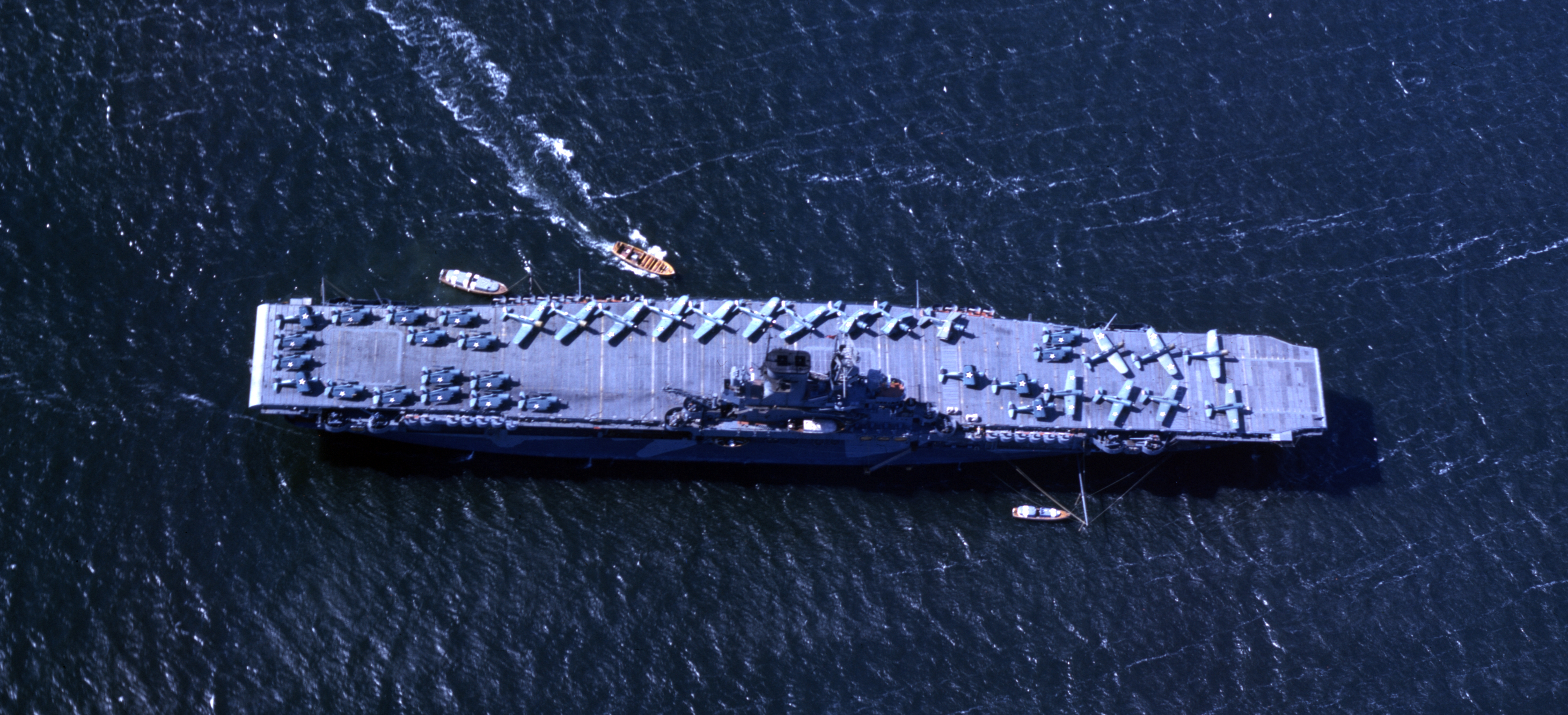
1942年6月里停放在胡蜂號航空母艦 (CV-7)甲板上的SB2U-3

SB2U从1937年12月开始交付给美国海军，当时四架SB2U加入了萨拉托加号航空母舰上的VB-3中队以取代老式的霍克II战斗机。除了萨拉托加号外，SB2U还在列星敦号、遊骑兵号和大黄蜂号航艦上服役。以艾塞克斯号航空母舰为配屬航艦的第九航空大队在冲锋者号护航航艦上接受了如何使用SB2U的训练，但在艾塞克斯号参加太平洋战役之前，該大隊改用SBD无畏式俯冲轰炸机。
在珍珠港事件中，VMSB-231中队的7架SB2U在海军陆战队埃瓦航空站的机场上被摧毁。

### 美国海军陆战队
在1941年3月至1943年9月，VMSB-131和VMSB-241是美国海军陆战队中仅有的两个装备有SB2U-3的中队（VMSB-241同時也裝備了SBD俯衝轟炸機）。VMSB-241中队的SB2U参与了1942年6月的中途岛战役。驾驶更先进的战机的有经验的飞行员在他们后来的战斗任务中将SB2U蔑称为“振动器”或“风力指示器”。1942年6月5日，理查德·E·弗莱明上尉驾驶一架SB2U-3攻击日本三隈号重巡洋舰，并因此被追授荣誉勋章。

### 法国海军
V-156-F在SB2U-2的基础上安装了特定的法国设备。在1939年7月开始交付后，V-156-F的机组人员在法国贝亚恩号航空母舰上接受培训，但战争爆发后，旧式航母被认为速度太慢而无法服役。因此，在法国战役开始时，装备V-156-F的埃斯卡迪勒AB 1和AB 3部队都驻扎在陆地空军基地。AB 1部队在轰炸法国北部的桥梁和德国地面目标以及为敦刻尔克撤退提供空中掩护时遭受了严重损失；AB 3部队的V-156-F曾短暂与意大利人交战，在此期间，他们可能在阿尔本加附近击沉了一艘潜艇。到德法两国签署第二次贡比涅停战协定时，法军只剩下了少量V-156-F，并且已经开始逐步停止使用它。

### 英国海军
1940年3月，法国又订购了50架V-156-F，计划从1941年3月开始接收。法国战败后，这一订单转交给英国政府，这些飞机由皇家海军舰队航空兵使用，并将其命名为切萨皮克（Chesapeak）。英国要求对切萨皮克进行改装，包括在SB2U-3上安装额外的油箱、附加装甲和更重的前射武器，并用四挺步枪口径机枪取代法国飞机的单挺德尔纳前射机枪。1941年7月14日，14架切萨皮克俯冲轰炸机分配给经过改编的811海军航空中队。该中队的飞行员称其为“奶酪蛋糕”（"cheesecake"），打算将其用于反潜巡航，并指定它们从射手号护航航母上起飞。
到当年10月底，英国海军已经确定切萨皮克在执行任务时动力不足，无法从小型护航航母上顺利起飞。因此，他们于1941年11月将切皮萨克从811海军航空中队撤出作为训练机使用，该部队重新装备了双翼的剑鱼式鱼雷轰炸机。

## 规格（SB2U-5）
参考资料：美国俯冲轰炸机年鉴
基本信息
- 机组：2
- 長度：33英尺113⁄4英寸（10.357）
- 翼展：41英尺107⁄8英寸（12.773）
- 高度：14英尺3英寸（4.34）(尾下倾，与螺旋桨垂直)
- 机翼面积：305.3平方英尺（28.36平方）
- 空重：5,634英磅（2,556）
- 总重：7,474英磅（3,390）
- 最大起飛重量：9,421英磅（4,273）
- 燃料容量：370 US gal（310 imp gal；1,400 L）内部燃料
- 发动机：1台普惠R-2800双黃蜂引擎（14缸双排风冷星型引擎），825匹馬力（615千瓦特）(起飞动力) : 750 hp（560 kW） (连续输出功率)
- 螺旋桨：2桨叶汉密尔顿标准定速螺旋桨（英语：Constant-speed propeller），11英尺0英寸（3.35）直径

性能
- 最大速度：211節；391每小時（243英里每小時）at 9,500英尺（2,900米）
- 巡航速度：132節；245每小時（152英里每小時）(range cruise)
- 航程：973海里；1,802（1,120英里）仅适用于主油箱和机翼副油箱，机腹载弹量1,000磅（450）
- 转场航程：2,129海里；3,943（2,450英里）(油箱与机体外挂副油箱均为满载)
- 升限：23,600英尺（7,200）
- 爬升率：1,070英尺每分鐘（5.4每秒）
- 爬升至高度时间：17.5分钟到达15,000英尺（4,600米）

武器

- 機槍：

结构图

- - 1 × 右舷机翼前部的12.7 mm M2勃朗宁机枪

- - 1 × 12.7机枪（安装在机背后座射手座舱内）
- 炸彈：

- - 1 × 1,000磅（450）或500英磅（230）机腹炸弹

- - 2 × 100磅（45）和8 × 30磅（14）机翼炸弹

## 变种型号

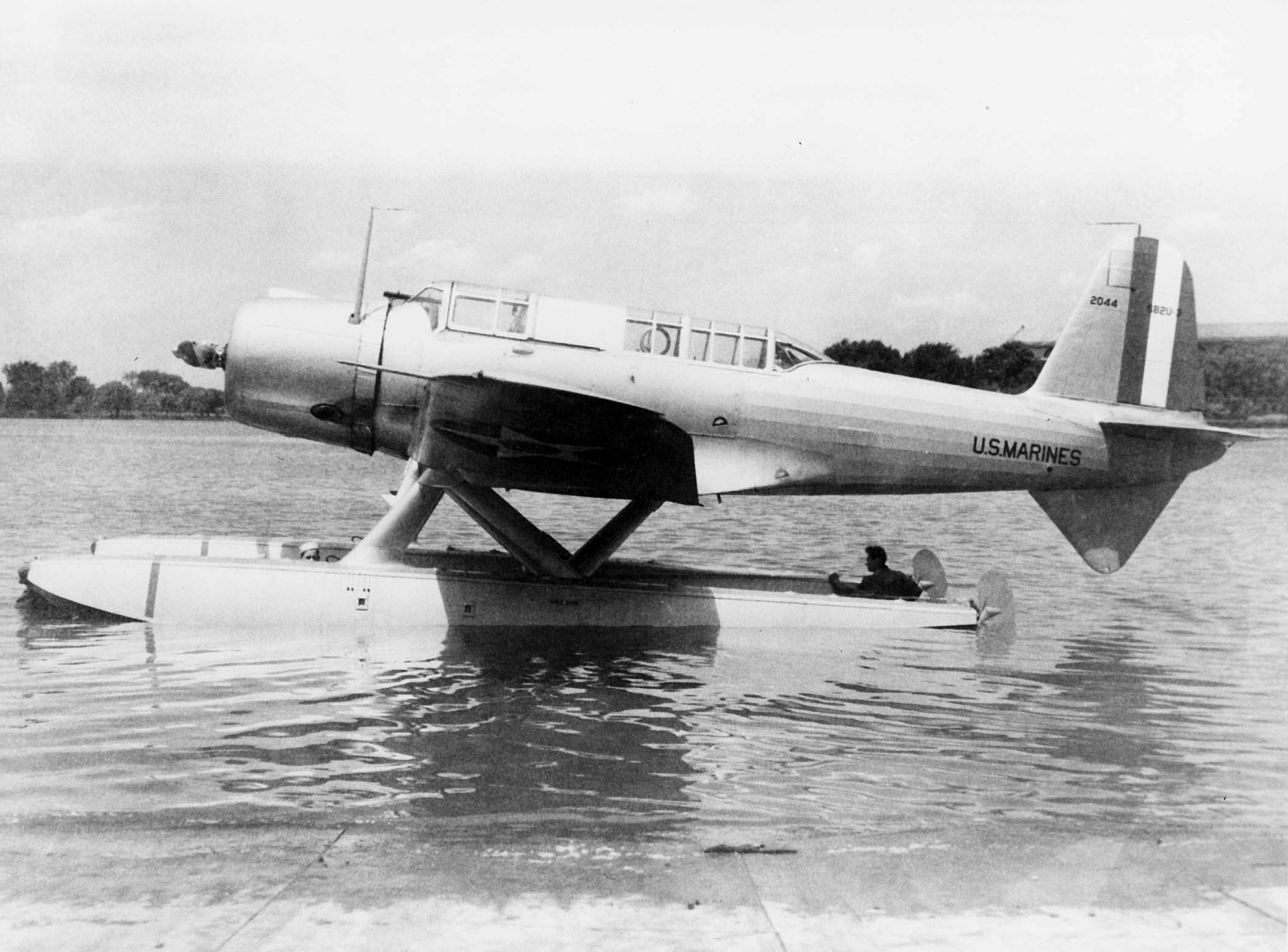
罕见的XSB2U-3原型机照片

XSB2U-1
原型单翼机，由750马力的R-1535-78发动机提供动力。
SB2U-1
第一个量产型号，由825马力的R-1535-96发动机提供动力，共生产54架。
SB2U-2
与SB2U-1相同，但更换了少量设备，共生产58架。
XSB2U-3
在SB2U-1的基础上加装了两个浮子的单架原型机。
SB2U-3
与SB2U-2类似，但配备了825马力的R-1535-102发动机、座舱装甲和两门0.5英寸口径的机炮，共生产57架。
V-156F-3
出售给法国海军的外贸型号，共生产40架。
V-156B-1
类似于SB2U-3的外贸型号，由英国皇家海军的750马力R-1535-SB4-G发动机提供动力。英国人将它们称为“切萨皮克”（Chesapeak）Mk.I，共生产50架。
V-167
V-156公司的演示机配备了更强大的普惠R-1830发动机，并重新命名为V-167。它仍然是一次性的。

## 各国使用

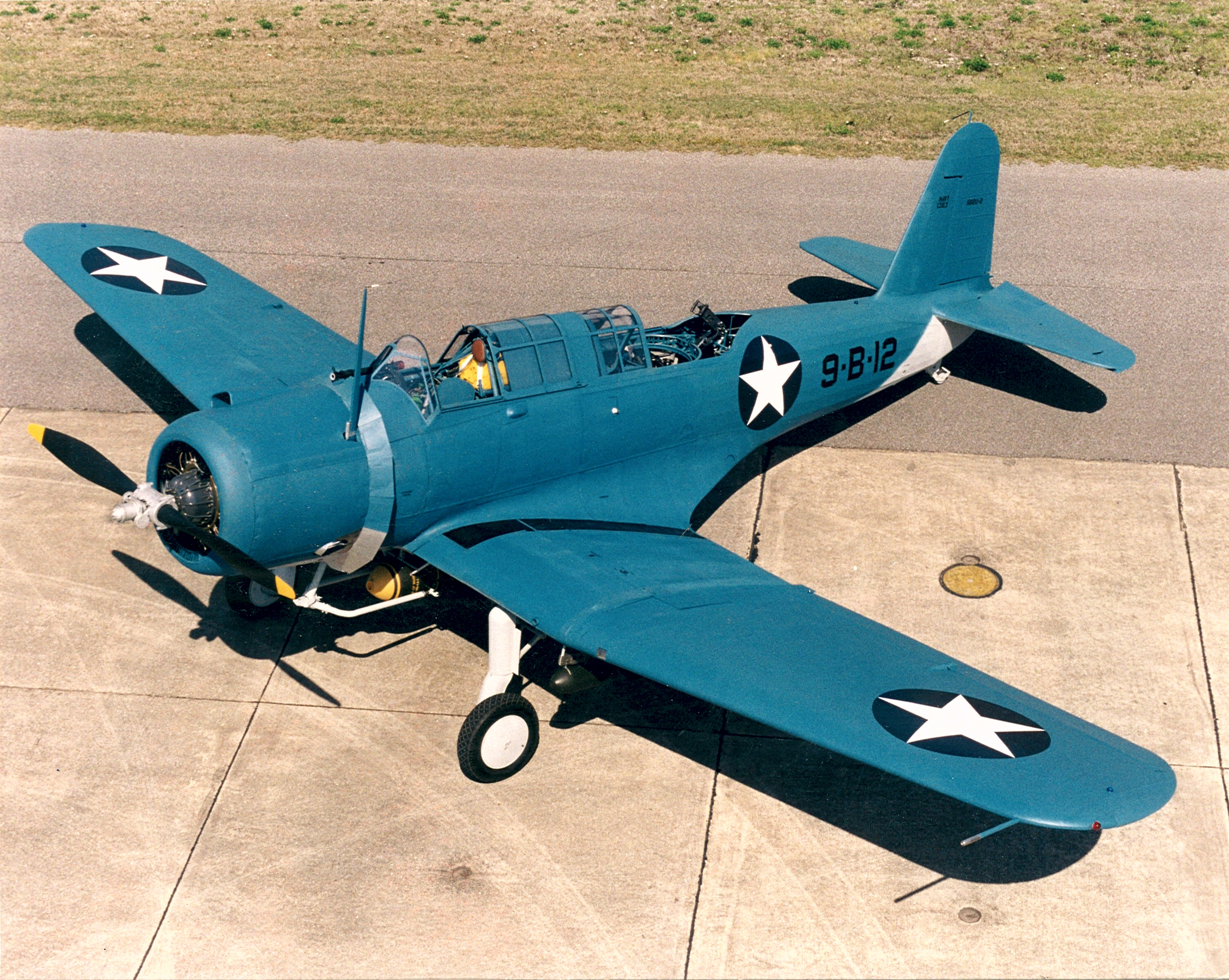
位于国家海军航空博物馆的SB2U-2

### 法国
- 法国海军航空兵

### 英国
- 英国皇家海军航空兵（英语：Fleet Air Arm）

- - 第768海军航空中队（英语：768 Naval Air Squadron）

- - 第770海军航空中队（英语：770 Naval Air Squadron）

- - 第771海军航空中队（英语：771 Naval Air Squadron）

- - 第772海军航空中队（英语：772 Naval Air Squadron）

- - 第776海军航空中队（英语：776 Naval Air Squadron）

- - 第778海军航空中队（英语：778 Naval Air Squadron）

- - 第781海军航空中队（英语：781 Naval Air Squadron）

- - 第784海军航空中队（英语：784 Naval Air Squadron）

- - 第786海军航空中队（英语：786 Naval Air Squadron）

- - 第811海军航空中队（英语：811 Naval Air Squadron）

### 美国
- 美国海军

- 美国海军陆战队

## 现存机
如今只有一架编号为1383的SB2U-2辩护者式俯冲轰炸机保存了下来，其在位于佛罗里达州彭萨科拉海军航空站的国家海军航空博物馆中展出。

### 文献
- Wixey, Ken. Air Enthusiast Publishing Kft. , 编. . UK. 2000 （英语）.

- Green, William and Gordon Swanborough. Air Enthusiast , 编. . UK. 1978-1979 （英语）.